# Rough God Goes Riding
«Rough God Goes Riding» es una canción del músico norirlandés Van Morrison publicada en el álbum de 1997 The Healing Game y como sencillo el mismo año.
Según el biógrafo Clinton Heylin, "Rough God Goes Riding" supone "un retorno a las preocupaciones espirituales y religiosas que habían conducido el trabajo de Morrison durante los años ochenta, con la imagen del Dios duro procedente de la canción de Robin Williamson "Mr. Thomas", grabada en Inarticulate, en la que el "Dios duro cabalga", en una referencia al Mesías que debería haber vuelto para el juicio final del hombre".
Una versión de la canción interpretada con Candy Dulfer y Fred Wesley fue emitida en la televisión germana en 1998. La canción alcanzó el puesto 168 en las listas de éxitos británicas.
"Rough God Goes Riding" fue también publicada en el álbum recopilatorio de 2007 Still on Top - The Greatest Hits.

## Personal
- Van Morrison: voz y armónica
- Robin Aspland: piano
- Alec Dankworth: contrabajo
- Geoff Dunn: batería
- Pee Wee Ellis: saxofón barítono
- Leo Green: saxofón tenor
- Ronnie Johnson: guitarra eléctrica
- Brian Kennedy: coros
- Katie Kissoon: coros